# Калинин, Станислав Александрович

Семья: Сестра Калинина Анна Александровна
Станислав Александрович Калинин (укр. Станіслав Олександрович Калінін; род. 11 марта 1976, Харьков УССР) — украинский солист-органист, клавесинист, пианист-концертмейстер, лауреат международных конкурсов. Солист Харьковской областной филармонии. Художественный руководитель и штатный органист Харьковского Дома Органной и Камерной музыки. Заслуженный артист Украины (2025).

## Начало карьеры
Станислав Александрович Калинин родился 11 марта 1976 года в Харькове. Воспитанник Харьковской средней специальной музыкальной школы-интерната (ХССМШ-и). В 1998 году окончил историко-теоретический факультет Харьковского государственного университета искусств им. И. П. Котляревского, (ныне — Харьковский национальный университет искусств имени И. П. Котляревского). Профессиональное мастерство по специальности «орган» и «клавесин» совершенствовал в Национальной музыкальной академии Украины им. П. И. Чайковского (класс заслуженной артистки Украины, профессора Г. Булыбенко), а также в магистратуре Санкт-Петербургского государственного университета (2008).

## Достижения
- Заслуженный артист Украины (27 июня 2025 года) — за значительные заслуги в укреплении украинской государственности, мужество и самоотверженность, проявленные в защите суверенитета и территориальной целостности Украины, весомый личный вклад в развитие различных сфер общественной жизни, отстаивание национальных интересов нашего государства, добросовестное исполнение профессионального долга[1].

Неоднократно был отмечен дипломами как лучший концертмейстер на международных конкурсах в Венгрии (г. Варпалота), России (Москва, Нижний Новгород), Белоруссии (Минск), Украины (Киев, Львов, Харьков). Обладатель I премии на Международном конкурсе им. С. Прокофьева в номинации «камерно-инструментальный ансамбль» (г. Мариуполь, 2000), стипендиат Вагнера фестиваля в г. Байройт (Германия, 2002).
Среди наград Станислава Калинина также диплом «Лучший концертмейстер конкурса» II Международного конкурса исполнителей на струнно-смычковых инструментах им. М. Ельского (Минск, Белоруссия, 2007), дипломом «За высокое профессиональное мастерство» Всеукраинского конкурса альтистов и виолончелистов (Львов, 2008), Благодарность Премьер-министра Украины, Почетная грамота Кабинета Министров Украины (2009), диплом «Лучший концертмейстер» IX Международного фестиваля-конкурса молодых исполнителей «Крымская весна-2010» (Ялта, 2010), Почетная грамота VII конкурса молодых музыкантов-исполнителей и композиторов «Харьковские ассамблеи».
В Харьковской областной филармонии Станислав Калинин начал регулярно выступать с концертами как пианист — с 1999, как органист — с 2002. За это время подготовил более 40 сольных и ансамблевых программ. Гастролировал в Национальной филармонии Украины и Национальном Доме органной музыки (г. Киев), органном зале г. Белая Церковь (Киевская обл.), Органном центре «Ливадия» (Крым), Донецкой филармонии, органном зале Кишинева (Молдова), Доме органной и камерной музыки г. Сочи, в Пензенской филармонии, в Польше и Германии. Принимал участие в различных мастер-классах. Выступал как солист-органист и клавесинист с симфоническими и камерными оркестрами.
С 2005 г. Станислав Калинин становится единственным органистом Харькова, дает 10—15 концертов в месяц, полностью обеспечивает репертуар Харьковского дома органной и камерной музыки, участвует в проведении Международного фестиваля «Харьковская Бахиана».
В дуэте с Игорем Чернявским (скрипка) выпустил два CD «… В струнах и органе» (Ukrmusic, 2008) и «Шесть сонат Баха для скрипки и органа» (2011).